# Kroger St. Jude International and the Cellular South Cup 2003
Il Kroger St. Jude International and the Cellular South Cup 2003 è stato un torneo giocato sul cemento indoor del Racquet Club of Memphis a Memphis nel Tennessee. 
È stata la 102ª edizione del Regions Morgan Keegan Championships e la 18ª del Cellular South Cup,
facente parte dell'ATP International Series Gold nell'ambito dell'ATP Tour 2003, 
e del Tier III nell'ambito del WTA Tour 2003.

## Campioni

### Singolare maschile
Taylor Dent ha battuto in finale  Andy Roddick con il punteggio di 6–1, 6–4.

### Singolare femminile
Lisa Raymond ha battuto in finale  Amanda Coetzer con il punteggio di 6–3, 6–2.

### Doppio maschile
Mark Knowles /  Daniel Nestor hanno battuto in finale  Bob Bryan /  Mike Bryan con il punteggio di 6–2, 7–6.

### Doppio femminile
Akiko Morigami /  Saori Obata hanno battuto in finale  Alina Židkova /  Bryanne Stewart con il punteggio di 6–1, 6–1.